# Heilig-Geist-Kloster (Alzey)
Das Kloster zum Heiligen Geist war eines der drei Zisterzienserinnenklöster in Alzey in Rheinhessen. 

## Geschichte
Der Zeitpunkt der Klostergründung und sein Stifter sind unbekannt. Die erste urkundliche Erwähnung erfolgte 1262. Nach Urkunden des späten 13. Jahrhunderts soll das Kloster zur Zeit von Pfalzgraf Ludwig I. gegründet worden sein.
Aufgrund seiner Lage gehörte das Kloster wahrscheinlich, wie sein Tochter- und Nachfolgekloster, zur Filiation des Klosters Eberbach, in den vor 1498 sehr lückenhaft erhaltenen Visitationsprotokollen ist es jedoch nicht erwähnt.
Zahlreiche Angehörige des Konvents stammten aus den regionalen adligen Familien, die Zuwendungen an das Kloster vornahmen. 
Im Jahr 1262 erhielt das Kloster das Patronat über die Sankt-Johannes-Kapelle von Ritter Peter von Alzey. An dieser Kapelle entwickelte sich um 1290 das neue Zisterzienserinnenkloster Sankt Johannes. Beide Klöster bestanden für eine Zeit parallel. Wahrscheinlich noch im Mittelalter ging das Kloster zum Heiligen Geist in dem neuen Kloster auf.
Von den Gebäuden des Klosters, an der Dautenheimer Landstraße, sind keine Überreste mehr erhalten.